# Minecraft Multiplayer Fun
「Minecraft Multiplayer Fun」（マインクラフト・マルチプレイヤー・ファン）は、ピューディパイチャンネルの現存する最古の動画として有名なYouTube動画である。2010年10月2日、ピューディパイチャンネルを運営するフェリックス・シェルベリが投稿した。シェルベリと友人のXebazが出演し、2人でサンドボックスビデオゲーム『Minecraft』をプレイする動画の構成となっている。2022年1月現在、2,000万回以上再生されている。

## 経緯

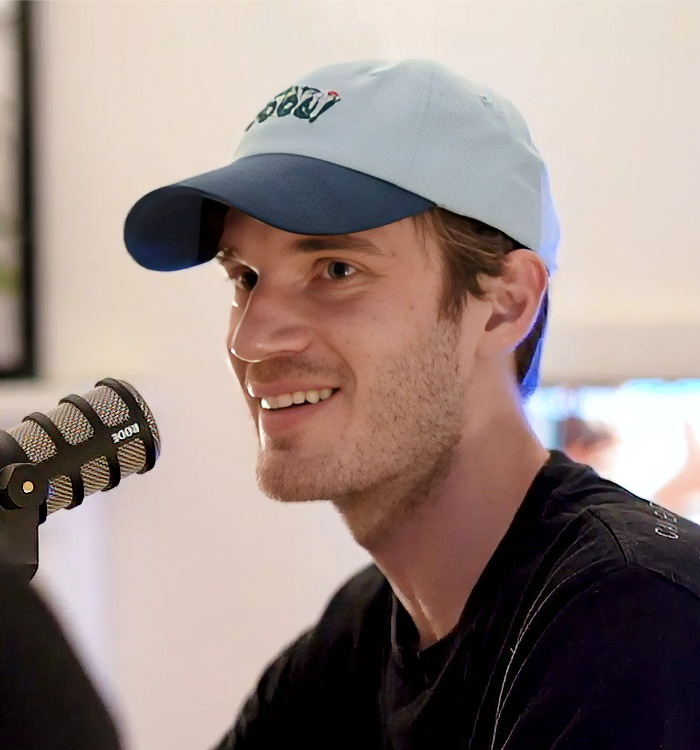
フェリックス・シェルベリ（2019年撮影）。2010年に本動画を投稿した。

シェルベリは古いYouTubeアカウントのパスワードを忘れたため、2010年4月29日、「PewDiePie」名義でアカウントを作成した。シェルベリが初めてYouTubeに投稿したのは別の『Minecraft』関連の動画であったが、シェルベリはその動画を削除し、現存していない。しかしながら、多くの雑誌・メディアは「Minecraft Multiplayer Fun」をシェルベリの最古の動画として扱っている。 シェルベリは当時の自分の実況の様子を「恥ずかしがっている」と表現し、「部屋で一人でマイクに向かって話すのはとても変な感じがした。当時、そんなことは誰もやっていなかった」と述懐した。
「Minecraft Multiplayer Fun」は2010年10月2日に投稿され、公開されているシェルベリの最古の動画となっている。動画が投稿されたとき、『Minecraft』はまだアルファ版の段階にあった。動画の概要欄には「友達が建物の中で僕に何か見せようとしたところ、なぜかゾンビが湧き、トロッコの中で待ち構えていた」と書かれている。概要欄のとおり、動画では「木に引っかかった不運なゾンビを笑う若い男」が登場する。動画には、シェルベリとXebazのスウェーデン語によるスクリーン外での実況解説に加えて、ときおり英語での発言が含まれている。これは、シェルベリが後の動画で使う英語とは対称的である。

## 評価
「Minecraft Multiplayer Fun」は2022年1月現在、2,000万回以上再生されている。ビジネスインサイダーは本動画を「シェルベリを巨大なYouTubeスター」にのしあげた一本と評し、ニューヨーク・オブザーバーは「YouTube史上特に重要な10本の動画」の1つに挙げた。
『Minecraft』は、シェルベリが流行に貢献した実況プレイコミュニティで特に認知されていたが、『Minecraft』の人気が定着する前の初期の段階では、シェルベリは『Minecraft』のプレイ動画を投稿しなかった。彼はある動画で「皆は『Minecraft』を実際に（楽しんで）やっているのではなく、人気があるからという理由でやっているように感じた」と述べた。しかし、2019年から、シェルベリは自分のチャンネルで『Minecraft』のプレイ動画を定期的に投稿している。ザ・ヴァージは、シェルベリを「Minecraft」の検索ワードにおけるトップクリエイターと評したあるコンテンツストラテジストの話を記事で取り上げた。